# Marcin Borski
Marcin Borski (Warschau, 13 april 1973) is een Pools voetbalscheidsrechter. Sinds 21 augustus 1999 leidt hij wedstrijden in de Poolse voetbaldivisie Ekstraklasa en sinds 2006 staat hij op de lijst van FIFA-scheidsrechters. Voordat hij in 2008 professioneel arbiter werd, werkte hij als analist voor de Effectenbeurs van Warschau. Hij werd in 2011 door de UEFA geselecteerd als een van de vierde officials voor het Europees kampioenschap voetbal 2012.

## Interlands
| Datum             | Plaats    | Wedstrijd             | Uitslag | Competitie           | Kreeg geel | Kreeg voor de tweede keer geel en dus rood | Weggestuurd |
| ----------------- | --------- | --------------------- | ------- | -------------------- | ---------- | ------------------------------------------ | ----------- |
| 20 augustus 2008  | Sapporo   | Japan – Uruguay       | 1 – 3   | Vriendschappelijk    | 6          | 0                                          | 0           |
| 15 november 2008  | Luxemburg | Luxemburg – Moldavië  | 0 – 0   | Kwalificatie WK 2010 | 4          | 0                                          | 0           |
| 11 februari 2009  | Tel Aviv  | Israël – Hongarije    | 1 – 0   | Vriendschappelijk    | 2          | 0                                          | 0           |
| 5 september 2009  | Tbilisi   | Georgië – Italië      | 0 – 2   | Kwalificatie WK 2010 | 3          | 0                                          | 0           |
| 8 november 2010   | Astana    | Kazachstan – België   | 0 – 2   | Kwalificatie EK 2012 | 3          | 1                                          | 0           |
| 6 september 2011  | Žilina    | Slowakije – Armenië   | 0 – 4   | Kwalificatie EK 2012 | 8          | 0                                          | 0           |
| 11 september 2011 | Istanboel | Turkije – Estland     | 3 – 0   | Kwalificatie WK 2014 | 1          | 0                                          | 1           |
| 16 oktober 2012   | Wrocław   | Japan – Brazilië      | 0 – 4   | Vriendschappelijk    | 2          | 0                                          | 0           |
| 19 november 2013  | Attard    | Malta – Faeröer       | 3 – 2   | Vriendschappelijk    | 3          | 0                                          | 0           |
| 9 oktober 2014    | Londen    | Engeland – San Marino | 5 – 0   | Kwalificatie EK 2016 | 3          | 0                                          | 0           |
| 23 november 2014  | Riyad     | Oman – Qatar          | 1 – 3   | Golf Cup of Nations  | 5          | 0                                          | 0           |
| 16 juni 2015      | Gdańsk    | Polen – Griekenland   | 0 – 0   | Vriendschappelijk    | 1          | 0                                          | 0           |

Bijgewerkt op 16 juni 2015.